# Anne Cecil
Anne Cecil, contessa di Oxford (5 dicembre 1556 – 5 giugno 1588), è stata una nobile inglese.

## Biografia

### Infanzia ed educazione
Era la figlia di maggiore di William Cecil, poi creato Barone Burghley, membro di spicco del Consiglio privato, e della sua seconda moglie, Mildred Cooke, una donna nota per la sua cultura.
Anne era una bambina intelligente e ben educata. Si pensa che il suo istitutore fu William Lewin. Sapeva francese, latino e italiano. Il padre la chiamava affettuosamente Tannakin.

### Matrimonio
Nel 1569 Anne si fidanzò con Sir Philip Sidney. Quando le trattative per il matrimonio fallirono, sposò invece Edward de Vere, XVII conte di Oxford il 19 dicembre 1571 a Londra, nell'Abbazia di Westminster, alla presenza della regina Elisabetta. Il matrimonio venne celebrato con grande sfarzo. Secondo alcuni resoconti, Anne amava veramente Oxford, che era in parte cresciuto in casa Cecil. Tuttavia, le sue ragioni per sposare Anne erano in gran parte dal punto di vista finanziario, siccome il padre aveva sperato di pagare i suoi numerosi debiti e salvare suo cugino, Thomas Howard, IV duca di Norfolk, dall'esecuzione.
Dopo il suo matrimonio, Anne continuò a vivere con i suoi genitori a Theobalds House. Quando diede alla luce il suo primo figlio, Elizabeth, il marito era in un tour all'estero nel continente. Al suo ritorno, pungolato da suo cugino Lord Henry Howard, accusò Anne di adulterio e dichiarò che il bambino che aspettava era di un altro uomo. Nel mese di aprile 1576 si separò da Anne, dopo le voci della sua infedeltà, e si rifiutò di dormire con lei, e non tollerava la sua presenza a corte, nonostante le minacce di Burghley. Nel corso della sua separazione da Anne, Oxford iniziò una relazione con Anne Vavasour. Quando quest'ultima diede alla luce un figlio illegittimo, Edward, nel marzo 1581, sia lui che la sua amante erano stati inviati alla Torre di Londra per ordine della regina. Oxford è stato presto rilasciato, e nel dicembre 1581 Anne iniziò una corrispondenza con lui; e nel gennaio 1582, si riconciliò con lei, riconoscendo la paternità di sua figlia Elizabeth.

### Morte
Anne morì il 5 giugno 1588, per cause sconosciute. Fu sepolta nell'Abbazia di Westminster in una tomba che condivide con la madre, che morì nel 1589. Suo padre rimase molto colpito dal dolore per la sua morte, tanto da non essere in grado di esercitare le sue funzioni ministeriali nel Consiglio privato.
Le sue tre figlie rimasero a vivere nella casa di suo padre, dove ricevettero ottimi insegnamenti e, infine, sposarono membri della nobiltà. Suo marito si risposò nel 1591 con Elizabeth Trentham, da cui ebbe il suo erede, Henry de Vere, XVIII conte di Oxford.

## Discendenza
Lady Anne e Edward de Vere, XVII conte di Oxford ebbero cinque figli:
- Lady Elizabeth (2 luglio 1575–10 marzo 1627), sposò William Stanley, VI conte di Derby, ebbero cinque figli;
- Lord Bulbecke (?–1583);
- Lady Bridget de Vere (6 aprile 1584–dicembre 1630), sposò Francis Norris, I conte di Berkshire, ebbero una figlia;
- Lady Frances de Vere (?–12 settembre 1587);
- Lady Susan de Vere (24 maggio 1587–gennaio 1629), sposò Philip Herbert, IV conte di Pembroke, ebbero quattro figli.

## Nella cultura di massa
Lady Anne è stata ritratta nel film Anonymous (2011) dalle attrici Amy Kwolek (come giovane Anne de Vere) e Helen Baxendale. Anne Cecil è il narratore in evidenza nel romanzo, The Rest is Silence (2012).